# 함포

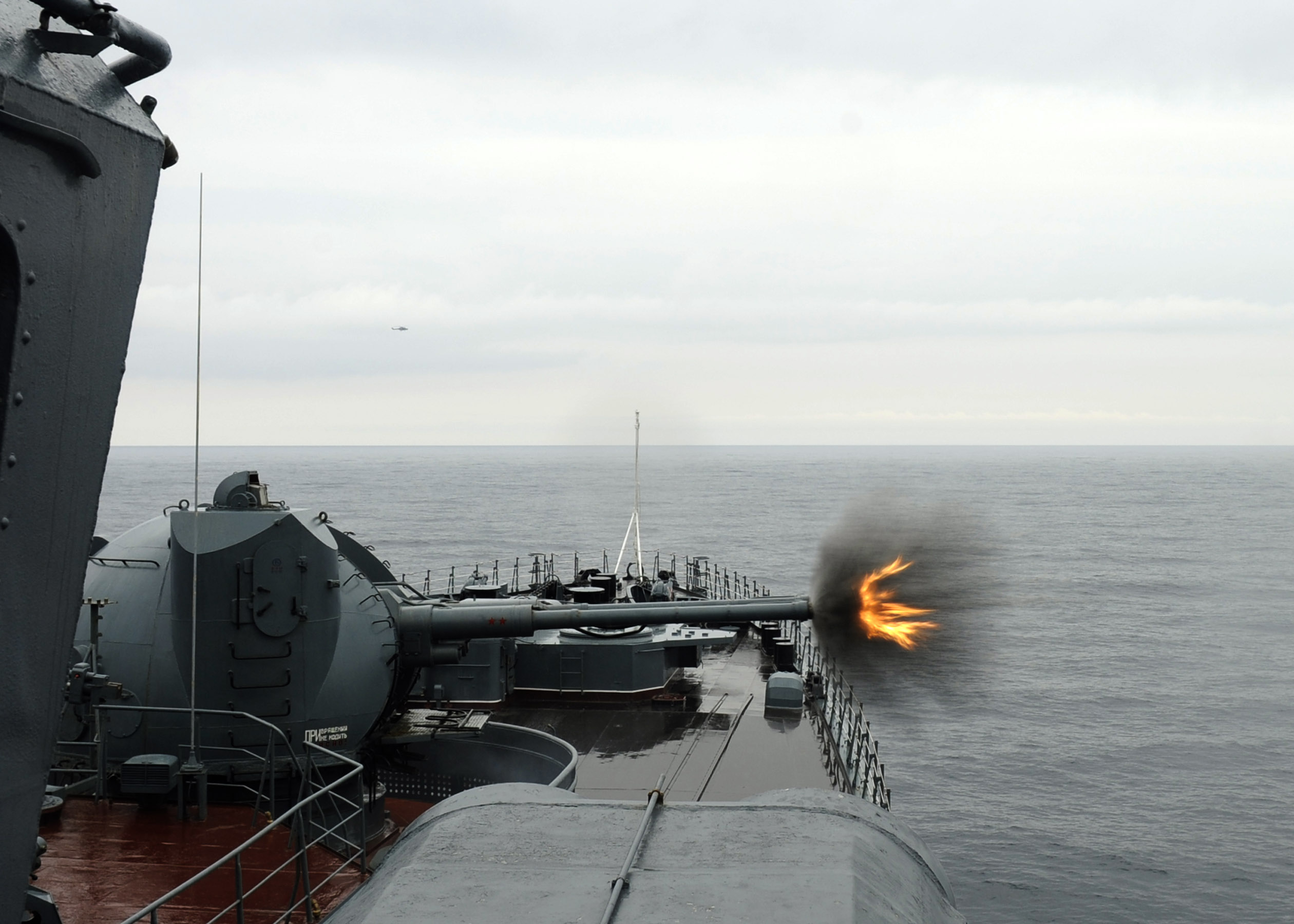
AK-130

함포(艦砲, 영어: naval artillery, naval gun)는 말그대로 선박에 탑재된 대포이다.

## 역사

### 고대 ~ 중세
함포에 대한 구상은 고대에서부터 기원을 찾을 수 있다. 로마 공화국의 율리우스 카이사르(Julius Caesar)는 그의 저서 '벨로 갈리코(Bello Gallico)의 해설(Commentarii de Bello Gallico)'에서 해안에 상륙한 영국인들을 상대로 선박에 탑재된 투석기를 사용했다는 기록이 있으며, 이후 동로마 제국 함대가 해전에서 투석기로 그리스의 불을 투척해 사용했다고 한다.
세계 최초로 해상에서 화기를 사용한 사례는 바로 아시아에 있다. 1161년 당도 해전(唐岛之战)에서 남송의 장수 이보가 금나라 함대를 상대로 화포와 화전(火箭)을 쓴 것이 처음이며, 몽골의 자바 침공당시에도 화기가 사용되었다. 1363년 파양호 대전에서 대포가 사용되었으며, 1380년 진포 해전에서도 최무선이 만든 대포가 탑재된 고려의 군함 80척이 왜구들이 탄 해적선 500척을 격퇴하는 데 성공했다는 기록이 있다. 임진왜란이 발발한 조선 중기에서는 이순신이 지휘하는 조선의 함대가 일본의 함대를 상대했을 당시에도 함포의 활약이 매우 컸었다.
유럽에서는 1338년 백년 전쟁 당시에 있었던 아르네무이덴 전투에서 영국 함대가 프랑스 함대를 상대로 대포와 핸드 캐논을 쓴 것이 유럽 역사상 최초로 함포를 사용한 해전으로서의 기록이다. 
1470년대에 포르투갈 해군과 베네치아 해군은 대함 무기로 군함에 탑재된 대포를 실험하고 있었다. 포르투갈의 주앙 2세는 아직 왕자였을 때인 1474년에 캐러벨에 부착할 강화된 갑판을 도입하고 군사적인 목적으로 대포를 장착할 수 있도록 설계하고, 1489년에 그는 잘 훈련된 해군 포병들을 선발하여 해군의 설립과 군함의 개발에 더욱 기여했다. 이후 1490년 포르투갈에서 선체에 대포를 장착하여 최초의 함포가 탑재된 군함이 등장하였다. 15세기까지 대부분 지중해의 유럽 강대국들은 배의 뱃머리나 선미에 장착된 대포를 사용하고 해안의 요새를 포격하도록 설계되었으며, 일부 군함들은 탑승을 시도하기 직전에 적국의 다른 배들을 포격하기 위해 크기가 더 작은 대포을 탑재했다. 16세기 초까지는 최대 60파운드(27kg)의 포탄을 발사할 수 있는 더 가볍고 정확하고 청동으로 주조된 대포를 보편적으로 채택했다. 1571년 에스파냐, 베네치아, 교황령 등 의 신성 동맹 함대가 오스만 제국의 함대를 상대한 레판토 해전이 발발한 당시 전투용으로 군함에 함포를 탑재하여 사용한 사례도 있었다.

### 19세기
19세기 경까지 함포는 갑판에 고정되어 선회할 수 없는 선장식(先裝式) 강선포였고, 포탄도 단순한 철환이었으나, 19세기 중반 후장식 대포, 무연화약, 작열탄 등이 개발되었으며. 이 기술이 모여 19세기말에 속사포가 만들어졌다. 청일 전쟁이 발발한 당시 최초로 일본이 속사포를 청의 함대를 상대로 사용하여 대승을 거두게 되었다.

### 제2차 세계 대전
제2차 세계 대전까지 함포는 군함의 주무기였으며 주포의 구경과 관통력, 사거리 등의 함포의 성능이 함선의 장갑과 함께 전투의 승패를 결정하는 중요한 무기였다. 함포의 구경은 전함의 경우 16인치, 18인치 등 대구경이 사용되었고, 순양함은 그보다 작았으며, 구축함은 5인치 이하의 함포가 많이 사용되었다.

### 현대
현대에 와서 레이더와 미사일의 발달로 함포의 중요성이 줄어들어, 현재는 연안 경비, 자위 무기, 육상 지원, 대공 무기용으로 사용되는 중구경 이하의 작은 함포들이 사용된다. 대개 76mm ~ 152mm 급이 사용되고 있다. 아울러 전자 기술의 발달로 자동화되어 정밀도, 발사속도, 사거리가 대폭 증가하였다.